# Toyota Verblitz
Toyota Verblitz (トヨタ自動車ヴェルブリッツ?) è una squadra di rugby a 15 giapponese che partecipa alla Japan Rugby League One.
Verblitz è una combinazione di verde (spagnolo e portoghese per "verde") e blitz (tedesco per "fulmine"). La squadra è di proprietà della Toyota Motor Corporation e non deve essere confusa con la squadra di rugby Toyota Industries Shuttles, di proprietà della Toyota Industries. Condivide il Toyota Stadium nella città di Toyota, Aichi, con la squadra di calcio Nagoya Grampus, anch'essa di proprietà della Toyota Motors.

## Giocatori stranieri famosi
- Pieter-Steph du Toit
- Aaron Smith
- Beauden Barrett